# Шиптвет
Шиптвет (норв. Skiptvet) — коммуна в фюльке (губернии) Эстфолле, в Норвегии. Административный центр — деревня Мейерибюэн (Meieribyen). Шиптвет выделен в коммуну 1 января 1838 года.

## Основная информация

### Название
Коммуна (ранее приход) названа так по старой ферме Шиптвет (др.-сканд. Skipþveit или Skygþveit), поскольку там была построена первая церковь. Значение первой части слова Ski- — от (др.-сканд. skagi («поднятый»), а последняя часть — þveit — означает «очищенная от леса» (название фермы времён викингов). До 1889 года название писалось как «Skibtvet»

### Герб
Герб не очень стар. Он утверждён 27 ноября 1981 года.
Описание: на червлёном щите серебряный дракон.
Дракон на гербе появился благодаря местной легенде. Каждое утро дракон шёл спать на местное кладбище, и каждый вечер уходил обратно в лес, в своё логово. Тарн (карствое озеро) рядом с церковью местные жители прозвали Dragehullet — «драконьей ямой».